# 那賀川鉄橋空襲

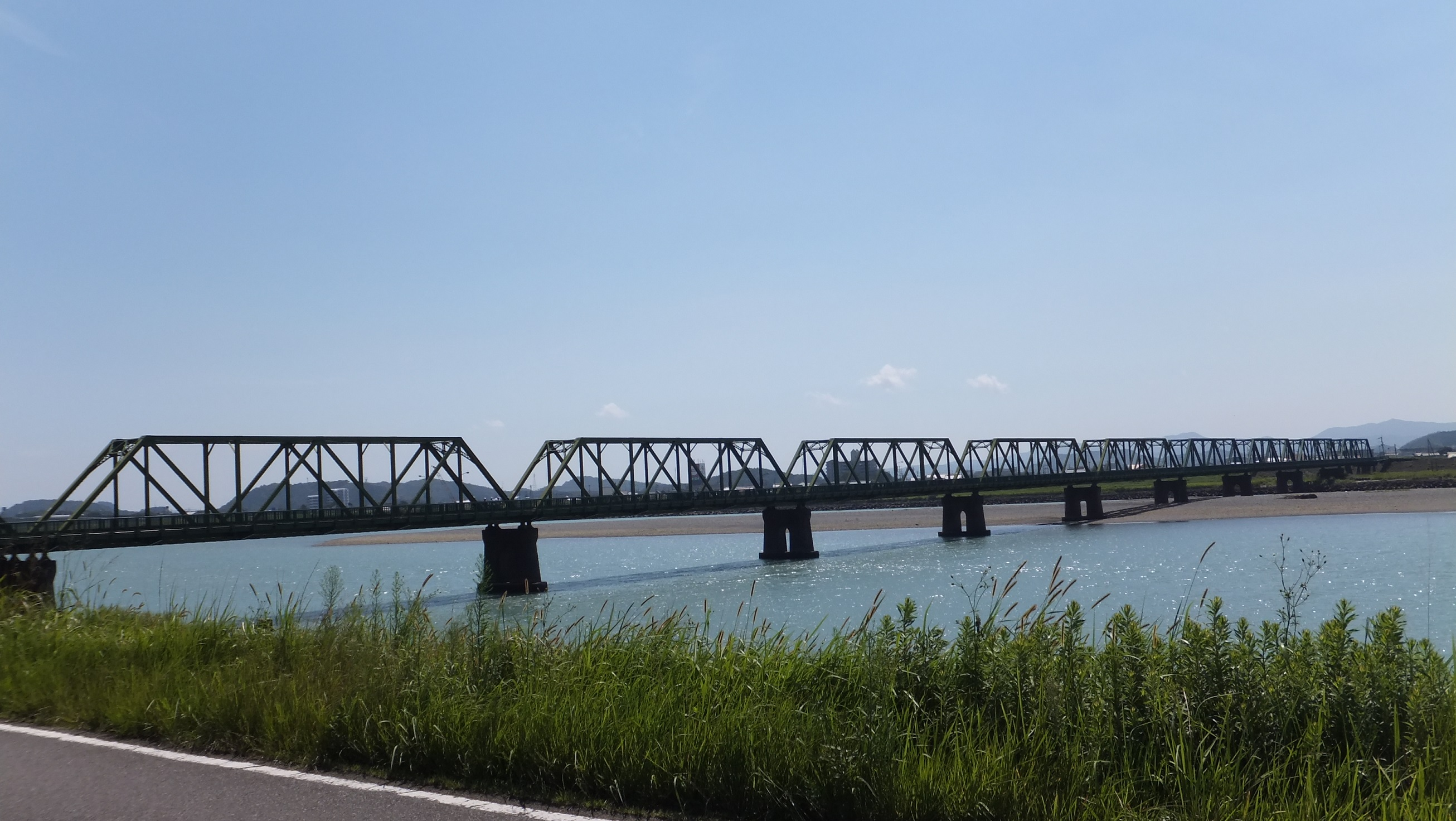
那賀川鉄橋

那賀川鉄橋空襲（なかがわてっきょうくうしゅう）は、アメリカ軍が1945年（昭和20年）7月30日、徳島県那賀郡平島村（現 阿南市那賀川町中島）、那賀川下流にある牟岐線の鉄橋を走る列車に対して行った空襲である。

## 概要
太平洋戦争末期の1945年（昭和20年）7月30日、徳島駅を14時47分に出発した牟岐行きの列車（客車4両、貨車1両）は警戒警報が発令されたことから阿波中島駅に停車していた。同駅長の判断で16時頃に同駅を発車したが、那賀川橋梁に差し掛かった際にアメリカ軍のコルセア艦上機2機が襲来し、爆撃と機銃掃射によって列車は脱線大破した。
死者は近所の横井製材の土場に安置され、その夜に西光寺にて仮通夜が執り行なわれた。また、空襲の連絡を受けた阿南共栄病院は現場へ急行するため国鉄による蒸気機関車の運転を手配し、外科看護婦7名（8名ともされる）は運転席へ乗車したほか、外科医師1名は機関車先頭の手すりに掴まって現地へ向かい救援活動を行った。重傷者はトラックにて阿南共栄病院に搬送されたほか、軽傷者は益崎医院へ搬送され手当を受けた。死者は32人、負傷者は50人超とされ、これらは銃創や爆傷、破傷風併発などが原因であった。
目撃者の証言では、川に飛び込む人々や鉄橋上に逃げ惑う人々をアメリカ軍機は容赦なく攻撃したという。若い女性車掌は爆撃による握り拳大の破片が臀部に食い込んだが、意識朦朧の中でも「皆さん伏せて！」と叫び続けていたという。車内一面には血肉が散乱した血の海と化しており酸鼻を極めたとされる。

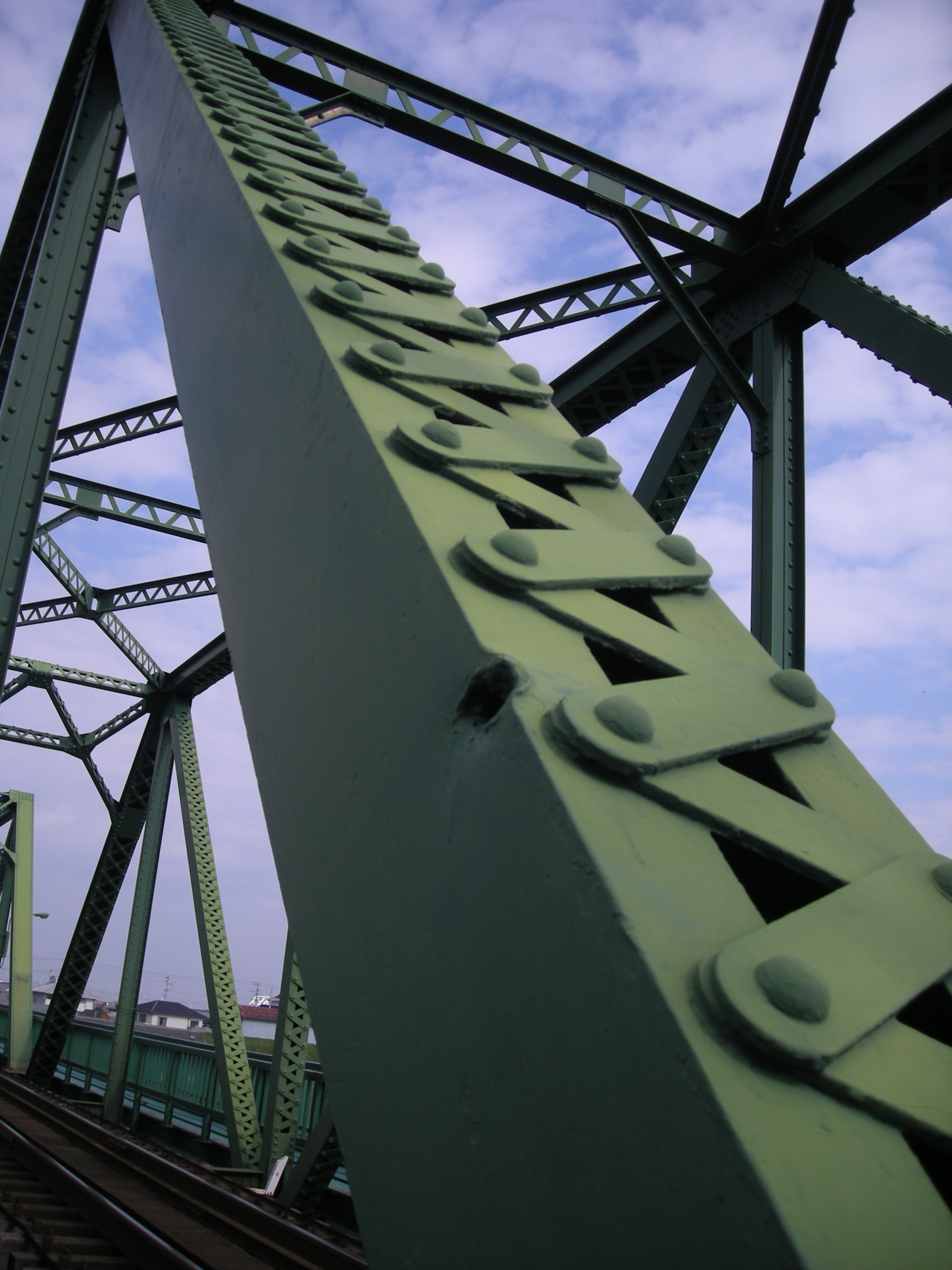
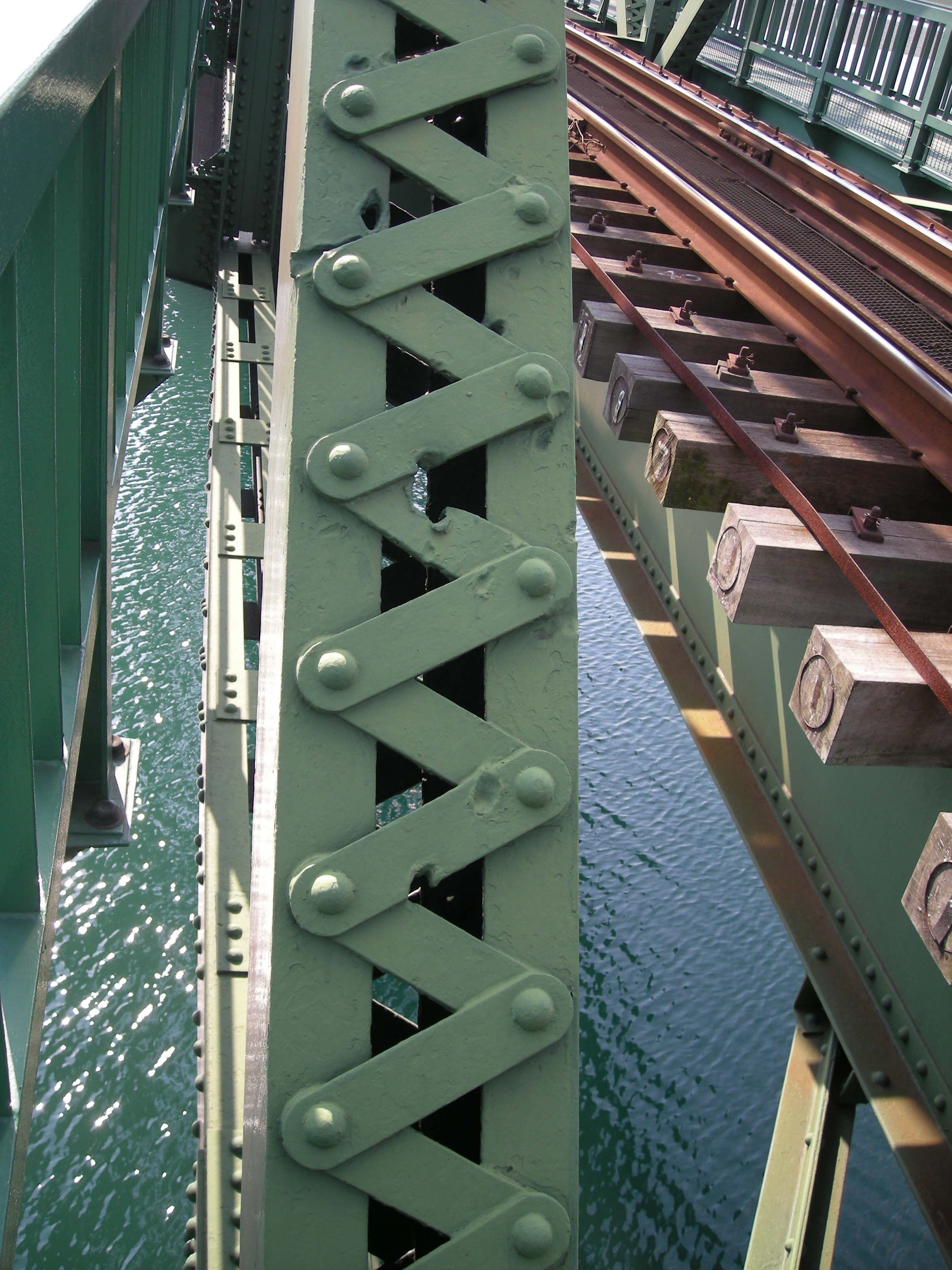
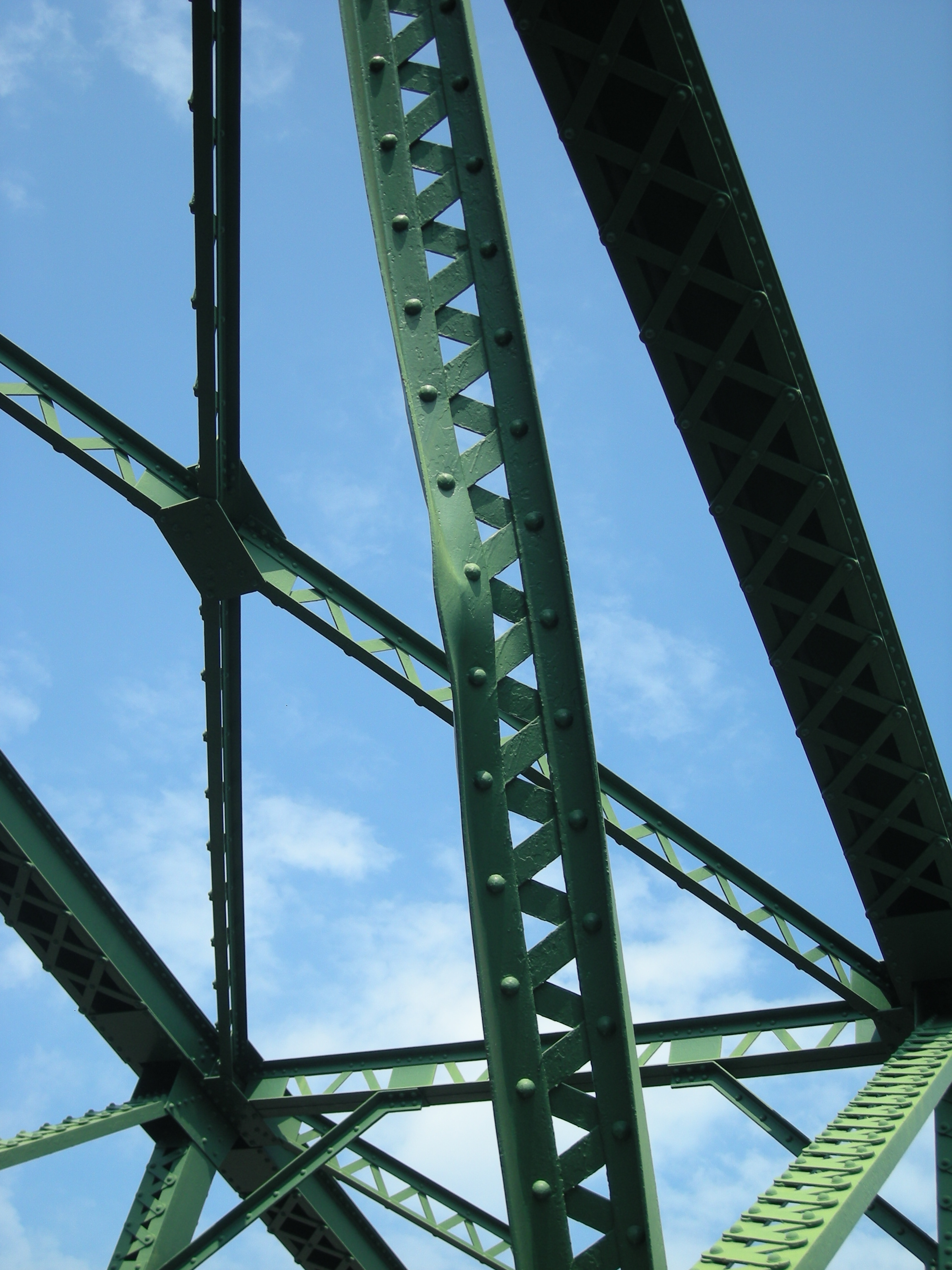

- 現場に残る空襲の痕（2011年撮影）

## 慰霊碑

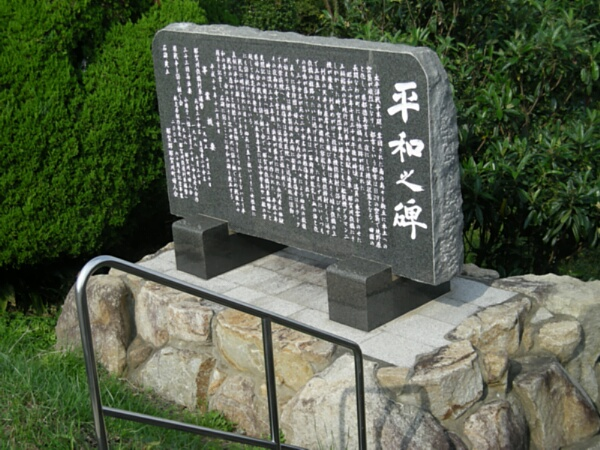
那賀川鉄橋空襲平和之碑

空襲を後世へ伝えるため、2005年に住民団体が現場近くの堤防下に「平和之碑」を建立している。